# Roland Habersetzer
Roland Habersetzer, né le 28 mai 1942, est un expert français dans les arts martiaux japonais et chinois.

## Publications
Il est l'auteur de nombreux ouvrages sur les arts martiaux et est parfois cité en référence,.
Dans un de ses livres, il oriente l'esprit du karaté vers un rapport exclusif avec le bouddhisme zen, ce qui peut être contesté.